# Thomas Fairfax, VI lord Fairfax di Cameron
Thomas Fairfax, VI lord Fairfax di Cameron (Castello di Leeds, 22 ottobre 1693 – Greenway Court, 9 dicembre 1781) è stato un militare britannico figlio di Thomas Fairfax, V lord Fairfax di Cameron e di Catherine, figlia di Thomas Culpeper, II barone Culpeper di Thoresway.

## Biografia
Nato nel Castello di Leeds in Kent, Inghilterra — posseduto dai suoi avi materni Culpeper dal 1630 — Lord Fairfax ereditò il suo titolo nel 1709. Studiò ad Oxford tra il 1710 e il 1713 e poi entrò nelle Royal Horse Guards (1721–1733). Contribuì al finanziamento del primo giornale The Spectator del 1711.
Nel 1719 entrò in possesso delle vaste piantagioni che la famiglia Culpeper aveva in Virginia fra i fiumi Rappahannock e Potomac. 
Queste terre comprendevano una gran parte della Shenandoah Valley e di quella attraversata dal ramo meridionale del fiume Potomac, il tutto costituito da circa 5.282.000 acri (21,38 mila km²). Per mantenere uno stile di vita molto dispendioso e la gestione del Castello di Leeds, Fairfax traeva il suo reddito dalla coltivazione delle terre di Virginia, dalla vendita di terreni e dall'annuale affitto pagato dai coloni che si stabilirono nel Northern Neck.  Queste rendite erano raccolte dal suo intendente locale  Robert "King" Carter (1662–1732). Nell'autunno del 1732, Fairfax lesse il necrologio di Carter nel mensile londinese The Gentleman's Magazine e fu sbalordito nell'apprendere della fortuna che il suo amministratore aveva accumulato, comprendente £10,000 in contanti, in un periodo in cui il governatore della Virginia veniva pagato £200 all'anno. Anziché sostituirlo con un altro virginiano, Lord Fairfax decise di affidare l'incarico a suo cugino colonnello William Fairfax che nel 1734 si trasferì dal Massachusetts alla Virginia quale suo agente residente.
Lord Fairfax andò in Virginia per la prima volta tra il 1735 ed il 1737 per ispezionare i suoi possedimenti. Nel 1738 erano state edificate circa trenta fattorie in quella che è oggi è Burlington in Virginia Occidentale. I confini di nord-ovest della sua proprietà Northern Neck, che erano stati contestati dall'English Privy Council], vennero definiti nel 1746 con la "Fairfax Stone" al quartier generale del North Branch Potomac River. Ritornato in America nel 1747, si stabilì nell'attuale Fort Belvoir), in una casa che era stata completata da Fairfax sei anni prima. Da quel momento si occupò direttamente dello sviluppo delle proprietà e della raccolta delle rendite.
Fairfax fu l'unico residente fra i Pari di Scozia in Nord America — William Alexander che si dichiarò Conte di Stirling non riuscì ad avere abbastanza successo e altri pari ebbero uffici nelle Colonie ma ritornarono poi in patria. Nel 1748, conobbe George Washington, un lontano parente della famiglia Fairfax, proveniente dallo Yorkshire, che allora aveva sedici anni. Colpito dal suo talento e dall'energia di Washington, Lord Fairfax lo assunse con l'incarico di sorvegliare le sue proprietà (il suo primo impiego) ad ovest delle Blue Ridge Mountains.
Fairfax, rimasto scapolo per tutta la vita, si spostò dalla Shenandoah Valley nel 1752. Dietro suggerimento di suo nipote Thomas Bryan Martin, fissò la residenza in un lodge per la caccia a Greenway Court, vicino a White Post nella contea di Clarke. 
Qui lui e Martin vissero assieme in stile di libera ospitalità, partecipando frequentemente a battute di caccia alla volpe ed allo stesso tempo fungendo da giudice di pace per la Contea di Frederick che allora comprendeva anche l'attuale contea di Clarke.

### Guerra di liberazione
Anche se era un franco e dichiarato lealista, Fairfax non fu mai insultato o molestato dai Whigs. I suoi possedimenti, tuttavia, vennero confiscati durante le ostilità dalla legge della Virginia del 1779. Meno di due mesi dopo la sconfitta di Cornwallis alla battaglia di Yorktown, Fairfax morì nella sua casa di Greenway Court e venne sepolto sul lato est della Chiesa di Cristo (Episcopale) a Winchester.

## Eredità

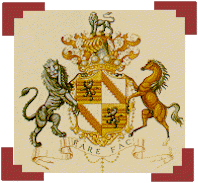
Stemma di Thomas Fairfax, VI lord Fairfax di Cameron, adattato poi nello stemma della Virginia Seal of the County of Fairfax, Virginia

- Il titolo di Lord Fairfax passò all'unico suo fratello vivente, Robert Fairfax, VII lord Fairfax di Cameron, che morì nel Castello di Leeds nel 1793. Il suo immenso patrimonio passò a Robert Fairfax, che ebbe un indennizzo di £13.758 nel 1792, a seguito di Atto del Parlamento come indennizzo per i lealisti americani.